# Бледзев (гміна)
Гміна Бледзев (пол. Gmina Bledzew) — сільська гміна у північно-західній Польщі. Належить до Мендзижецького повіту Любуського воєводства.
Станом на 31 грудня 2011 у гміні проживало 4591 особа.

## Площа
Згідно з даними за 2007 рік площа гміни становила 247.58 км², у тому числі:
- орні землі: 35.00%
- ліси: 57.00%

Таким чином, площа гміни становить 17.84% площі повіту.

## Населення
Станом на 31 грудня 2011:
| Опис     | Загалом | Загалом | Чоловіки | Чоловіки | Жінки | Жінки |
| -------- | ------- | ------- | -------- | -------- | ----- | ----- |
| одиниця  | осіб    | %       | осіб     | %        | осіб  | %     |
| все      | 4591    | 100     | 2305     | 50.21    | 2286  | 49.79 |
| міське   | 0       | 100     | 0        |          | 0     |       |
| сільське | 4591    | 100     | 2305     | 50.21    | 2286  | 49.79 |

## Сусідні гміни
Гміна Бледзев межує з такими гмінами: Дещно, Любневіце, М'єндзижеч, Пшиточна, Сквежина, Суленцин.